# Vobarno
Vobarno ist eine italienische Gemeinde (comune) mit 8369 Einwohnern (Stand 31. Dezember 2023) in der Provinz Brescia, Region Lombardei. 

## Geographie
Die Gemeinde liegt im Val Sabbia am Fluss Chiese etwa 24 Kilometer nordwestlich der Provinzhauptstadt Brescia und etwa 6 km westlich des Gardasees. Vobarno gehört zur Comunità Montana della Valle Sabbia und befindet sich im Natur- und Landschaftsschutzgebiet Parco dell’Alto Garda Bresciano.

## Geschichte
Im Mittelalter gehörte Vobarno als Lehen dem Bischof von Brescia, der wenigstens zweimal mit Gewalt seine Ansprüche durchsetzen musste. Ab 1454 wurde Vobarno Teil der Republik Venedig, um 1797 nach dem Sieg Napoleons unter habsburgische Herrschaft zu geraten.
Die 1897 errichtete Bahnstrecke Rezzato-Vobarno (elektrifiziert: 1927) wurde in den späten 1960er Jahren stillgelegt.

## Gemeindepartnerschaft
- Sümeg,  (Komitat Veszprém), seit 2008

## Persönlichkeiten
- Sarenco (1945–2017), visueller Poet, Kulturveranstalter, Verleger und Filmemacher